# La Hoya (Salamanca)
La Hoya es un municipio y localidad española de la provincia de Salamanca, en la comunidad autónoma de Castilla y León. Se integra dentro de la comarca de la Sierra de Béjar. Pertenece al partido judicial de Béjar y a la Mancomunidad Ruta de la Plata.
Su término municipal está formado por un solo núcleo de población, ocupa una superficie total de 8,67 km² y según los datos demográficos recogidos en el padrón municipal elaborado por el INE en el año 2017, cuenta con una población de 41 habitantes.
Situado a 1242 metros de altitud sobre el nivel del mar, se erige como el municipio más alto de la provincia de Salamanca.

## Historia
Su fundación puede datarse en las repoblaciones medievales, pasando a formar parte, tras la muerte de Alfonso VII de León, del concejo castellano de Ávila. Tras la creación, en 1209, de la Comunidad de Villa y Tierra de Béjar, La Hoya pasó a formar parte de la misma.

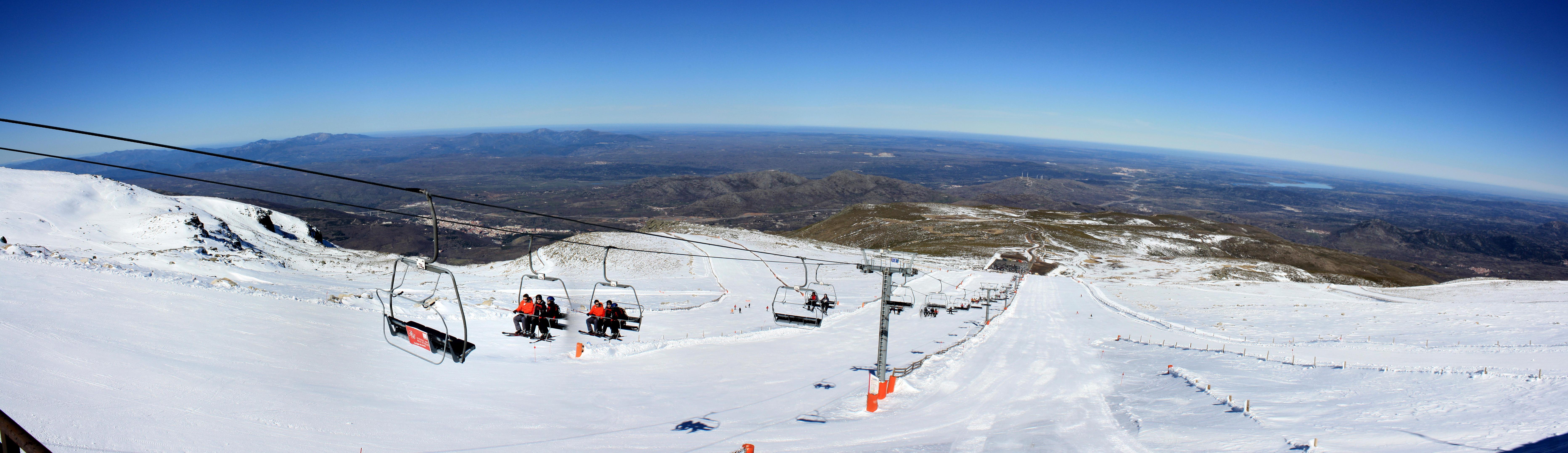
Estación de esquí de La Covatilla

Como parte de la comunidad bejarana, tras la pérdida del voto en Cortes de Béjar y su paso a depender de Salamanca en ese aspecto a partir de 1425, hecho favorecido por el paso de Béjar y su territorio a manos de los Zúñiga en 1396, La Hoya pasó a formar parte del Reino de León, en el que se ha mantenido en las divisiones territoriales de Floridablanca en 1785 y finalmente en la de 1833 en que se crean las actuales provincias, quedando integrado La Hoya en la provincia de Salamanca, dentro de la Región Leonesa.

## Geografía humana

### Demografía
Cuenta con una población de 30 habitantes (INE 2024).
| Gráfica de evolución demográfica de La Hoya entre 1842 y 2021                                                         |
| |
| Población de derecho según los censos de población del INE. Población de hecho según los censos de población del INE. |

Según el Instituto Nacional de Estadística, La Hoya tenía, a 31 de diciembre de 2018, una población total de 37 habitantes, de los cuales 21 eran hombres y 16 mujeres. Respecto al año 2000, el censo refleja 23 habitantes, de los cuales 18 eran hombres y 5 mujeres. Por lo tanto, el aumento de población en el municipio para el periodo 2000-2018 ha sido de 14 habitantes, un 38% de subida. Se trata de uno de los pocos municipios de la provincia de Salamanca en los que la población crece en este periodo.

### Transporte
El municipio está muy bien comunicado por carretera, por el discurre la SA-100 que conecta con la provincia de Ávila en sentido este enlazando con la AV-100 y permite acceder en sentido oeste tanto con la nacional N-630 que une Gijón con Sevilla como la autovía Ruta de la Plata que tiene el mismo recorrido que la anterior y cuenta con salida en el vecino término de Vallejera de Riofrío, permitiendo unas comunicaciones más rápidas con el municipio. Destaca además la carretera DSA-180 que surge del cruce con la anterior y comunica con la estación de esquí de La Covatilla, ubicada en el término municipal. 
En cuanto al transporte público se refiere, tras el cierre de la ruta ferroviaria de la Vía de la Plata, que pasaba por el municipio de Béjar y contaba con estación en el mismo, no existen servicios de tren en el municipio ni en los vecinos, ni tampoco línea regular con servicio de autobús, siendo la estación más cercana la de Béjar. Por otro lado el aeropuerto de Salamanca es el más cercano, estando a unos 88 km de distancia.

## Administración y política
| Partido político                         | 2019  | 2019  | 2019       | 2015  | 2015  | 2015       | 2011  | 2011  | 2011       | 2007  | 2007  | 2007       | 2003  | 2003  | 2003       |
| Partido político                         | %     | Votos | Concejales | %     | Votos | Concejales | %     | Votos | Concejales | %     | Votos | Concejales | %     | Votos | Concejales |
| Partido Popular (PP)                     | 70,37 | 19    | 2          | 55,26 | 21    | 2          | 38,46 | 15    | 2          | 61,29 | 19    | 1          | 58,06 | 18    | 1          |
| Partido Socialista Obrero Español (PSOE) | 25,93 | 7     | 1          | 28,95 | 11    | 1          | 7,69  | 3     | 0          | 29,03 | 9     | 0          | 29,03 | 9     | 0          |
| Ciudadanos por Béjar y Comarca (CxByC)   | —     | —     | —          | 7,89  | 3     | 0          | —     | —     | —          | —     | —     | —          | —     | —     | —          |
| Coalición SI por Salamanca (SI)          | —     | —     | —          | —     | —     | —          | 15,38 | 6     | 0          | —     | —     | —          | —     | —     | —          |
| Agrupación Independiente La Hoya (AILH)  | —     | —     | —          | —     | —     | —          | 38,46 | 15    | 1          | —     | —     | —          | —     | —     | —          |
| Unión del Pueblo Salmantino (UPSa)       | —     | —     | —          | —     | —     | —          | —     | —     | —          | 9,68  | 3     | 0          | —     | —     | —          |

## Monumentos y lugares de interés

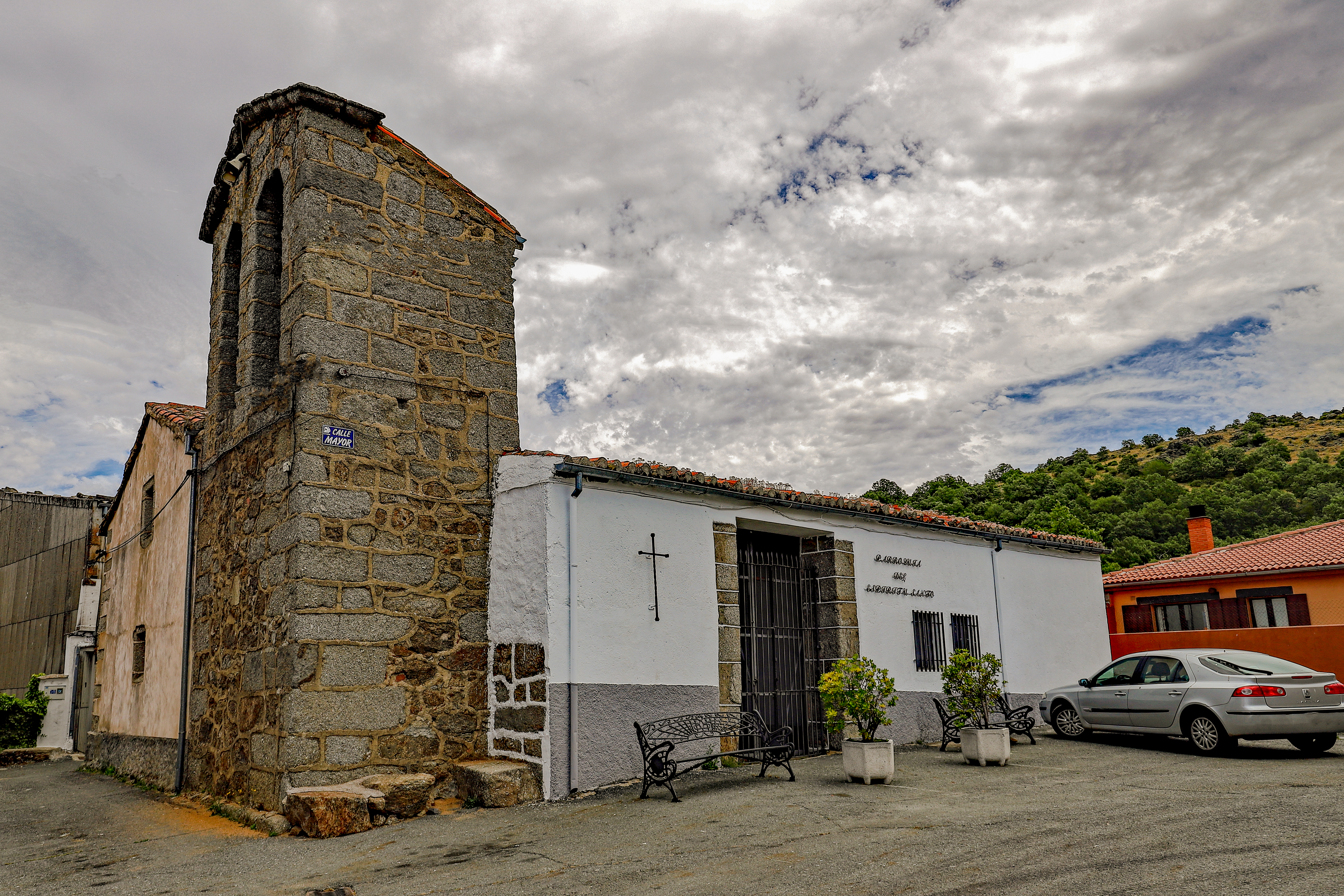
Iglesia del Espíritu Santo

Iglesia parroquial católica bajo la advocación del Espíritu Santo, en la archidiócesis de Mérida-Badajoz, Diócesis de Plasencia, arciprestazgo de Béjar.

## Véase también

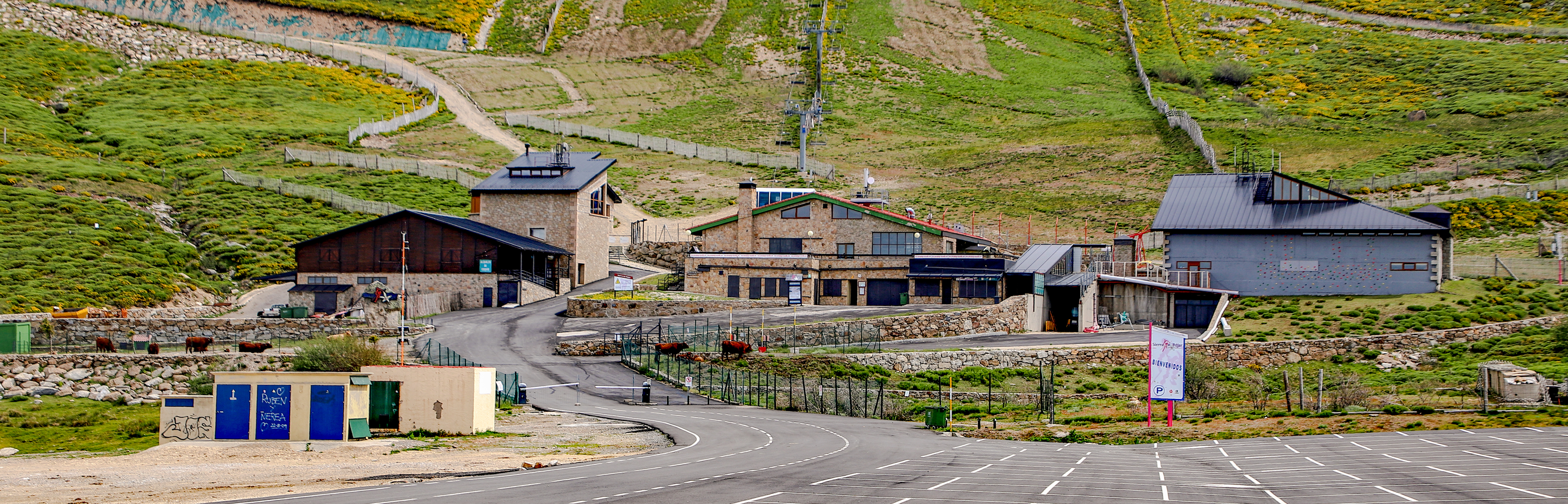
Instalaciones de La Covatilla.